# Raquel (telenovela)
Raquel es una telenovela venezolana, producida por RCTV entre 1973 y 1975. Escrita por Inés Rodena basada en dos de sus radionovelas provenientes de Cuba antes del exilio: la primera es Muchachas de hoy y la segunda es Cuando se regala un hijo. El éxito de este melodrama fue tal que se prolongó por 2 años en el aire.

## Reparto
- Doris Wells como Raquel Rivera.
- Raúl Amundaray como Alberto Estévez.
- Oscar Martínez  como Rolando Arcia.
- Cecilia Villarreal como Laura y Lina Saldivar.
- Marita Capote como Ana María Estévez.
- Fernando Ortega como Kike "Albertico" Estévez.
- Margot Antillano como La Chona.
- Manolo Coego como Federico Rivera.
- Liliana Durán como Verónica.
- Tomás Henríquez como René Duvois.
- Carlos Márquez como Teniente Porras.
- Carmen Victoria Pérez como Sara.
- María Luisa Angulo como Petra.
- Cristina Fontana como Raymunda.
- Zulay García como Alicia.
- Wendy Torres como Sabrina.
- Raquel Castaños como Elena.
- Helianta Cruz como Martha.
- Chony Fuentes como Charito.
- Guillermo González como Lisandro.
- Renato Gutiérrez como Peter.
- Susana Henríquez como Raquel (niña).
- Juan Iturbide como Ramiro "El Papito".
- Amalia Pérez Díaz como Directora Herminia.
- Aurora Mendoza como Regina.
- Yolanda Méndez como Sra. Gilda de Rivera
- Elena Naranjo como Maestra Elvira.
- Eric Noriega como Nelson.
- Martha Olivo como Toribia.
- Martha Mijares como Magaly.
- Regina Romano como Loly.
- Rosita Vásquez como Miss Katty.
- Humberto Tancredi
- Tatiana Capote como Ana María (niña).
- Roberto Lamarca como Kike (niño).
- Mahuampi Acosta como Sor Matilde.
- María Teresa Acosta como Directora de la cárcel.
- Diego Acuña como Sebastián (niño).
- Romelia Agüero como Morela.
- Aura Andasol como Aurelia.
- Carmen Arencibia como Carmelita.
- América Barrios como Tía Leoacadia.
- Vally Bell como Modista italiana.
- María Gracia Bianchi
- Luis Calderón como Profesor Romero.
- Julio Capote como Pablo.
- Dante Carle como Dr. Rojas
- José María Celis como Detective.
- Argenis Chirivela como Dr. Montilla
- Gladys Cáceres como Daysy.
- Sandra Dalton como Claudia de Arcia.
- María Eugenia Domínguez como Consuelo.
- Verónica Doza como Enfermera Martínez.
- Alexis Escamez como Sebastián.
- Elisa Escámez como Yaritza.
- Alberto Galíndez como Dr. Mejía
- Carmen Geyer como Ercilia López.
- Miguelito Guevara como Hijo de Leonor.
- María Antonieta Gómez como Marcelina.
- Roberto Hernández como Joao.
- Norma Howard como Bailarina amante de Federico.
- Agustina Martín como Leonor Saldivar.
- Alberto Marín como Dr. Ramos
- William Moreno como Aurelio.
- Laura Mosquera como La Negra.
- Julio Mota como Dr. Suárez
- Yolanda Muñoz como Antonia.
- Yajaira Orta como Noris.
- Elisa Parejo como Olivia.
- Esther Raspini como Virginia.
- Coromoto Rivero como Marujita.
- Mario Santa Cruz como Dr. Vallejo
- Miranda Savio como Enfermera de Alberto.
- León José Silva como Dr. Felizola
- Enrique Soto como Detective.
- Edmundo Valdemar como Padre Chucho.
- Jimmy Verdúm como Juan Silvino.
- Laura Zerra como Profesora.

## Versiones
- En 1979 se realizó la segunda parte de la radionovela de Inés Rodena, Cuando se abandona un hijo, llamada Los ricos también lloran con Verónica Castro y Rogelio Guerra.

- En 1980 se produjo una contraparte de la telenovela Raquel, llamada Verónica, por el cual la niña caprichosa es la villana de la historia, protagonizada por Julissa y Ricardo Blume.

- En 1988 se hizo una versión basado en la historia original, llamada Abigaíl con Catherine Fulop y Fernando Carrillo.

- En 1995 se produjo María la del barrio con Thalía y Fernando Colunga, la cual es una versión de Los ricos también lloran.

- En 1997, Televisa realiza una versión basado en la telenovela Verónica llamado Sin ti con Gabriela Rivero y Rene Strickler.

- En 1999 se realiza una versión muy libre llamado Luisa Fernanda con Scarlet Ortiz y Guillermo Pérez.

- En 2005, se estrenó por la cadena SBT en Brasil una versión muy libre de producción propia de esta telenovela llamada Os Ricos Também Choram, protagonizado por Márcio Kieling y Thaís Fersoza.

- En 2006, se realizó a través de Telemundo, la telenovela Marina protagonizado por Sandra Echeverría y Mauricio Ochmann, luego fue cambiado por Manolo Cardona.
- En 2022, Televisa retoma la base del clásico de 1979 para hacerlo parte de los proyectos de “la Fábrica de sueños” en formato de serie bajo su nombre original Los ricos también lloran (serie de televisión). Protagonizada por Claudia Martín, Sebastián Rulli y Fabiola Guajardo.

- Datos: Q9066658